# 彼得·傑林斯基
彼得·塞巴斯蒂安·傑林斯基（波蘭語：Piotr Sebastian Zieliński，發音：[ˈpjɔtr ʑɛˈlij̃skʲi] ⓘ；1994年5月20日—）是一位波蘭足球運動員。司职中場。現在效力於義甲球隊国际米兰。他也代表波蘭國家足球隊參賽並擔任隊長。

## 俱樂部生涯

### 那不勒斯
2016年8月4日，傑林斯基以據說1600萬歐元的價格從烏甸尼斯轉會至那不勒斯。

## 国家队生涯
2013年6月4日，澤林斯基在對陣列支敦士登的友誼賽中首次代表波蘭國家足球隊出場。
2022年11月，傑林斯基入選波蘭國家足球隊的2022年卡達世界盃大名單。11月26日，傑林斯基在對陣沙烏地阿拉伯的2022年國際足總世界盃中踢進在世界盃的首球。

## 榮譽

### 球會
那不勒斯
- 義大利盃冠軍：2019–20[6]

- 意甲冠軍：2022–23[7]

### 國家隊
波蘭U21
- 四國足球錦標賽冠軍：2014–15賽季